# 髂内动脉
髂内动脉（英語：Internal iliac artery）是髂总动脉的分支血管，长约3至4厘米，由盆腔侧壁下行，是供应盆壁、盆腔脏器、臀部、生殖器官以及大腿内隔室的主要动脉。

## 解剖学位置
髂内动脉左右各一条，均起源于髂总动脉的分叉处，与腰骶关节相对，向下延伸至坐骨大孔的上缘。
髂内动脉位于输尿管后方，髂内静脉、腰骶干和梨状肌前方。在其分支处附近，它位于闭孔神经上方，髂外静脉的内侧，髂外静脉位于它和腰大肌之间。

## 血管分支
髂内动脉分支的排列极其多变。在典型情况下，髂内动脉分为前干和后干，前干分出膀胱上动脉、膀胱下动脉、直肠中动脉、阴道动脉、闭孔动脉、子宫动脉，阴部内动脉和臀下动脉，后干分出髂腰动脉、骶外侧动脉和臀上动脉。在一些医学书籍中，髂内动脉也会按照血管供应范围划分为脏支和壁支，脏支包括膀胱上动脉、膀胱下动脉、直肠下动脉、子宫动脉和阴部内动脉，壁支包括闭孔动脉、臀上动脉、臀下动脉、骼腰动脉、骶外侧动脉。

### 常见血管分支情况

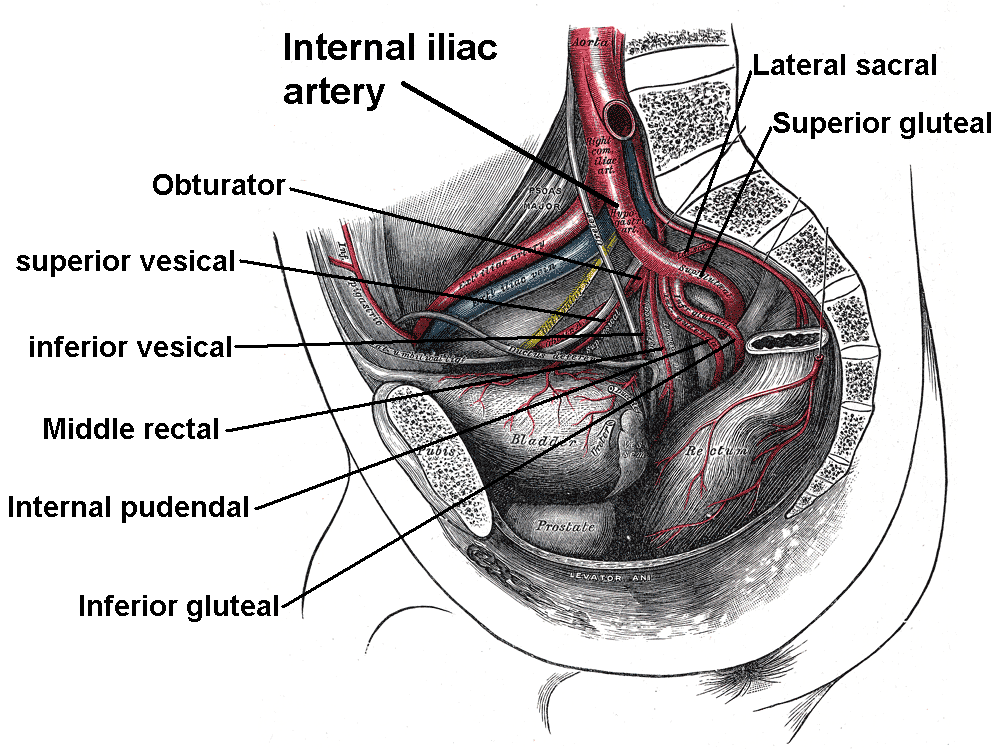
右侧髂内动脉及其分支，不包含髂腰动脉、脐动脉、子宫动脉/输精管动脉和阴道动脉/下膀胱动脉分支。

典型情况示例

## 胎儿时期
在胎儿期，髂内动脉比髂外动脉粗两倍，是髂总动脉的直接延续。它沿膀胱侧面上升，沿腹部前壁后方向上延伸至脐，并与对侧的髂内动脉汇合。
两条髂内动脉通过脐孔进入脐带形成2条脐动脉，脐动脉缠绕脐静脉，最终在胎盘中分支。
出生时，胎盘循环停止，脐动脉的近端（即盆腔部分）继续使用，发育为膀胱上动脉和髂内动脉；远端闭锁转变为脐内侧韧带，从骨盆延伸到脐。